# Nationalpark Machalilla

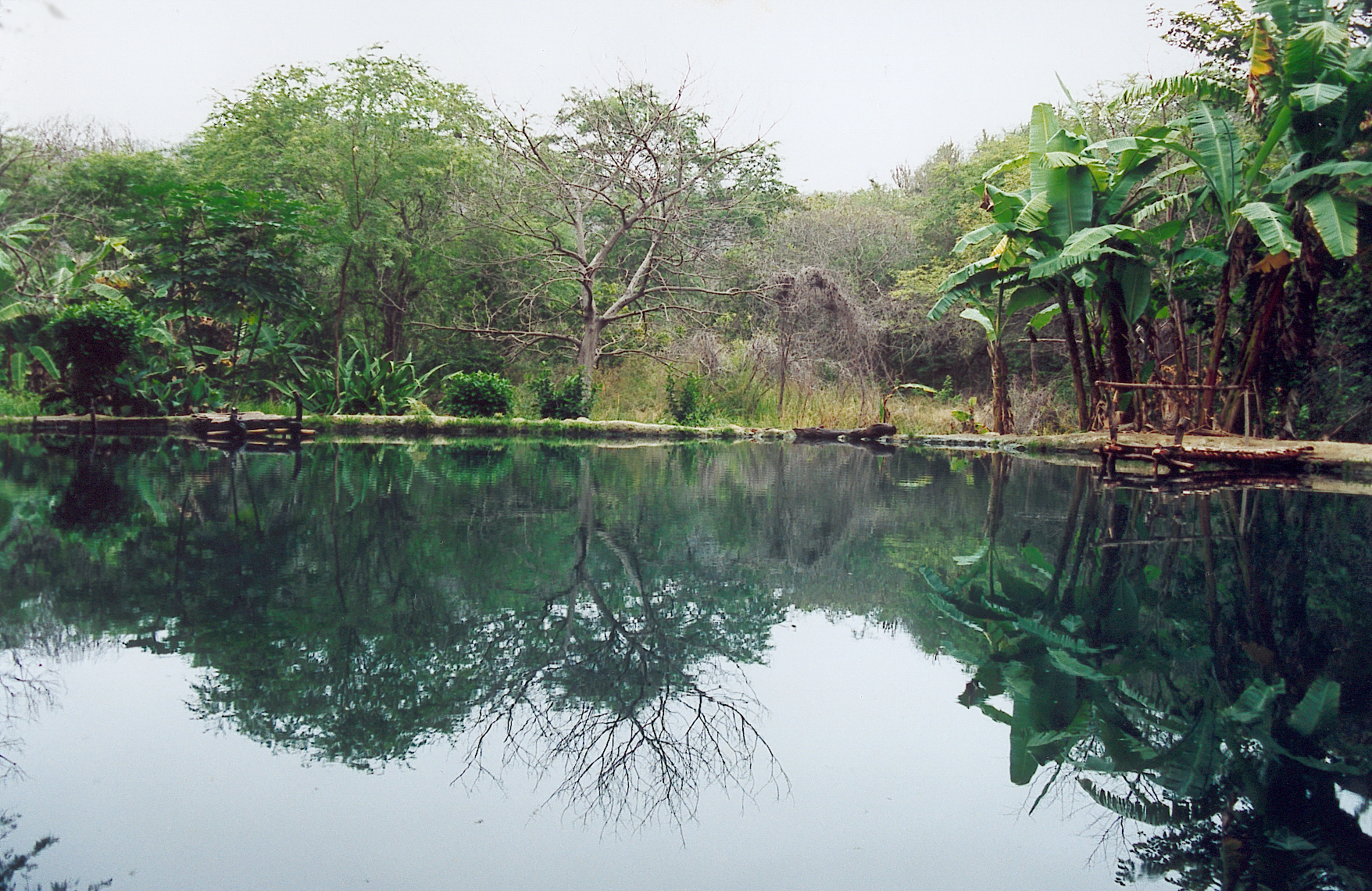
Schwefellagune Aguablanca, Nationalpark Machalilla

Der Nationalpark Machalilla (spanisch Parque Nacional Machalilla) ist ein Reservat in der ecuadorianischen Provinz Manabí nahe Puerto López und dem Park benachbarten kleinen Fischerdorf Machalilla. Es besitzt eine Landfläche von 561,84 km².
Der 1979 errichtete Nationalpark erstreckt sich entlang der Küste des Pazifischen Ozeans. In ihm finden sich Strände, tropischer Trockenwald, kleinere und zwei größere Inseln, Isla Salango und Isla de la Plata, letztere nach einem legendären Silberschatz benannt, den Sir Francis Drake hinterlassen haben soll.
1990 wurde der Park als ein international bedeutendes Feuchtgebiet der Ramsar-Konvention bezeichnet. Das Tierleben schließt Gürteltiere, zwei Affenarten und mehr als 270 Vogel-Spezies ein, darunter den Kolibri Atamari. Viele der Säugetiere im Park sind lokal und regional gefährdet. Der Machalilla-Nationalpark ist das einzige Habitat außer den Galápagos-Inseln, das den Galapagosalbatros beherbergt. Das Meer ist ein Fortpflanzungsgebiet der Buckelwale. In der Vegetation finden sich Opuntien, Palo Santo, Kapokbäume und der Algarobabaum. Der größte Teil der savannenartigen Wüsten- und der Waldgebiete im Westen Ecuadors, einst 25 %, heute nur noch 1 %, befinden sich in dem Park.
Der Nationalpark Machalilla wird durch eine Reihe von Faktoren bedroht, unter anderem  Abholzung, kommerziellen Fischfang, Wilderei und die ökologischen Auswirkungen der Tourismus-Industrie. 1991 begannen The Nature Conservancy, die United States Agency for International Development und eine Gruppe von Partnerorganisationen in ganz Lateinamerika mit Beiträgen für einen Fonds als Teil des Programms Parks in Peril (PiP). Im Nationalpark wurde ein Besucherzentrum eröffnet mit Schwerpunkt auf den Themen Ökologie und Naturschutz. Auch wurden Einheimische als Ranger angestellt, die zugleich das örtliche Bewusstsein für die Probleme des Parks erhöhten. Auch Machalillas Partnerorganisation, die Fundación Natura, wirkte in Zusammenarbeit mit örtlichen Behörden mit bei Maßnahmen zum Umweltschutztraining in Landwirtschaft und Fischerei.
Am 30. Juni 1998 wurde der Nationalpark Machalilla auf die Tentativliste für das Welterbe in Ecuador gesetzt.